# Залиханов, Жанакаит Жунусович
Жанакаит Жунусович Залиханов (карач.-балк. Залийханланы Жанакъайыт Жунусну жашы; 8 ноября 1917, Кёнделен, Терская область — 26 июня 1995, Нальчик) — балкарский писатель и поэт.

## Биография
Жанакаит Залиханов родился в 1917 году в селе Гунделен (Кёнделен) (ныне Эльбрусский район Кабардино-Балкарии) в крестьянской семье. В 1941 году возглавил Нальчикский горком КПСС. Участвовал в Великой Отечественной войне, командовал партизанским отрядом.
В 1944 году, как и весь балкарский народ, был депортирован. До 1957 года жил в Киргизской ССР, где окончил филологический факультет Киргизского педагогического института во Фрунзе. В 1957 году, когда балкарцам было разрешено вернуться на родину, возвратился в Нальчик.
Умер 26 июня 1995 года в г. Нальчике.

## Творчество
Первые произведения Залиханова были опубликованы в 1936 году. Его перу принадлежат поэма «Сулемен», сборники стихов «Мой голос» («Мени ауазым») и «Любимая Родина» («Сюйген журтум»). Прозаические произведения представлены повестями «Дружная семья» («Шуёх юйюр»), «В горах» («Таулада»); романами «Горящие сердца» («Жаннган жюрекле», о жизни села) и «Горные орлы» («Тау къушла», о войне).

## Награды
- Орден Отечественной войны II степени (14.05.1991)[4]
- Орден «Знак Почёта»
- Медаль «За доблестный труд в Великой Отечественной войне 1941—1945 гг».
- Звание «Заслуженный работник культуры РСФСР»

## Память
- Названа улица в г. Нальчике, КБР
- Назван переулок в п. Кашхатау, Кабардино-Балкарии[5].